# Matilde Montoya
Matilde Petra Montoya Lafragua (Ciudad de México, 14 de marzo de 1859- Ciudad de México, 26 de enero de 1938), fue la primera mujer mexicana en alcanzar el grado académico de médico, en 1887. Recibió su título de la Escuela Nacional de Medicina de México en 1887. Después fue declarada médico de cirugía y obstetricia. En esos tiempos era inalcanzable para una mujer tal mérito, ya que las escuelas de medicina (y prácticamente toda universidad) no aceptaban mujeres, pero ella pudo vencer tal adversidad gracias a su gran persistencia y gracias a la intervención del presidente Porfirio Díaz el cual abogó por ella en dos ocasiones, de la cual la segunda vez proclamó un decreto presidencial en el cual permitía a las mujeres acceder a los mismos derechos y obligaciones que los hombres en la Escuela Nacional de Medicina la cual hoy es la Facultad de Medicina de Universidad Nacional Autónoma de México.

## Datos biográficos
Matilde Montoya fue educada como hija única, tras la muerte de su hermana. Desde muy temprana edad, Matilde comenzó a demostrar interés por el estudio, gracias al apoyo y las enseñanzas que su madre le dio. Montoya terminó su educación escolar a los 12 años, y era demasiado joven para entrar a la educación superior. Fue incitada por su familia (principalmente por su madre) a estudiar ginecología y obstetricia. Tras la muerte de su padre Matilde se inscribió en la carrera de obstetricia y partera, que dependía de la Escuela Nacional de Medicina y Homeopatía, y realizó sus prácticas en el Hospital de San Andrés. Posteriormente, se vio obligada a abandonar esa carrera, debido a las carencias económicas por las que atravesaba su familia, y optó por inscribirse en la Escuela de Parteras y Obstetras de la Casa de Maternidad, ubicada en las calles de Revillagigedo.
A la edad de 16 años, Montoya recibió el título de partera; ejerció gran parte de esta profesión en Puebla hacia la edad de 18 años. Trabajó, en sus comienzos, como auxiliar de cirugía bajo la tutela de los doctores Luis Muñoz y Manuel Soriano. Algunos médicos realizaron una campaña en su contra, al calificarla de «masona y protestante». En Puebla, pidió su inscripción en la Escuela de Medicina, presentó tesis de su recorrido profesional y cumplió con el requisito de acreditar las materias de Química, Física, Zoología y Botánica, con lo que aprobó el examen de admisión.
Matilde Montoya decidió regresar con su madre a la Ciudad de México, donde finalmente y por segunda vez solicitó su inscripción en la Escuela Nacional de Medicina, y fue aceptada en 1882 por el entonces director, el doctor Francisco Ortega, a los 24 años. Esta decisión estuvo llena de críticas y desacuerdos por parte de múltiples personas; quienes apoyaban a Matilde fueron llamados «los montoyos». Se presentaron gran cantidad de percances durante su estudio en la Facultad de Medicina, como el hecho de que se le revalidaran las materias de latín, raíces griegas, matemáticas, francés y geografía y se le permitiesen cursarlas en el Colegio de San Ildefonso, sede de la Escuela Nacional Preparatoria. Tuvo el apoyo del entonces presidente Porfirio Díaz. Recibió su título de la Facultad de Medicina de México en 1887. Después, fue declarada médico de cirugía y obstetricia.
Defendió la tesis Técnicas de laboratorio en algunas investigaciones clínicas. Durante sus estudios recibió apoyo económico, que dejó de percibir cuando se tituló. El gobierno le otorgó una mensualidad de 40 pesos y los gobernadores de Morelos, Hidalgo y Puebla le asignaron pensiones útiles, aunque pequeñas. El general Terán, gobernador de Oaxaca, la nombró recolectora de pus vacuno (para vacunación contra la viruela) en esa capital con un sueldo de 30 pesos mensuales. En diversas ocasiones, el presidente Díaz le proporcionó una cantidad, con la que adquirió libros de texto o un estuche de cirugía. El 19 de agosto de 1891, registró ante el Consejo Superior de Salubridad el título que la acreditaba como médico cirujana que le fue expedido por la Junta Directiva de Instrucción Pública el 24 de septiembre de 1887.

## Legado de Matilde Montoya
Matilde Montoya es considerada la primera médica mexicana.
Creó la Sociedad Filantrópica y dentro de sus actividades organizó, en 1890, un taller de costura destinado a obreras en la casa número 305, junto al templo de San Fernando. En 1891, junto con las señoras de la Sociedad «Luz y Trabajo», fundó la Escuela-Obrador: Luz y Trabajo para hijas de obreras. Perteneció a la Sociedad Mexicana de Costureras «Sor Juana Inés de la Cruz», de la que fue presidenta de hacienda para el periodo 1898-1899 y fue socia de número del Ateneo de Mujeres. En 1891, formaba parte de la Liga Médica Humanitaria, asociación que reunió a médicos, dentistas, parteras y farmacéuticos con el objetivo de establecer varios consultorios médicos nocturnos, en los que gente sin recursos económicos pudieran encontrar a toda hora de la noche médicos o parteras a precios módicos. Dictó algunas conferencias. En 1907, la Liga Antialcohólica la invitó a hablar sobre los estragos de la embriaguez.
En 1925, ella y Aurora Uribe fundaron la Asociación de Médicas Mexicanas. Montoya logró que el término partera no se usara de manera despectiva. Precisamente por esto es que fue una de las mujeres más vitoreadas y una de las que más se hablaba en esta época.